# Ciechocin (Lublin)
Pour les articles homonymes, voir Ciechocin.
Ciechocin (prononciation : [t͡ɕeˈxɔt͡ɕin]) est un village polonais de la gmina de Modliborzyce dans le powiat de Janów Lubelski de la voïvodie de Lublin dans l'est de la Pologne.
Il se situe à environ 6 kilomètres au sud de Modliborzyce (siège de la gmina), 8 kilomètres à l'ouest de Janów Lubelski (siège du powiat) et 64 kilomètres au sud de Lublin (capitale de la voïvodie).

## Histoire
De 1975 à 1998, le village est attaché administrativement à la voïvodie de Tarnobrzeg.

Depuis 1999, il fait partie de la voïvodie de Lublin.